# Saint-Saphorin
Ne doit pas être confondu avec Saint-Saphorin-sur-Morges ou Saint-Symphorien.
Saint-Saphorin est une commune suisse du canton de Vaud, située dans le district de Lavaux-Oron.

## Histoire
Le village est habité au moins depuis l'époque romaine, on y trouve une pierre milliaire qui a pu être datée de l'an 47 après J.-C., ainsi que les ruines d'une villa gallo-romaine, situées sous l'actuelle église gothique. À cette époque le lieu s'appelle Glerula (du latin glarea, « gravier, gros sable »), puis au Moyen Âge « Glérolles ». Le village a été détruit lors de l'éboulement du Tauredunum en 563,.

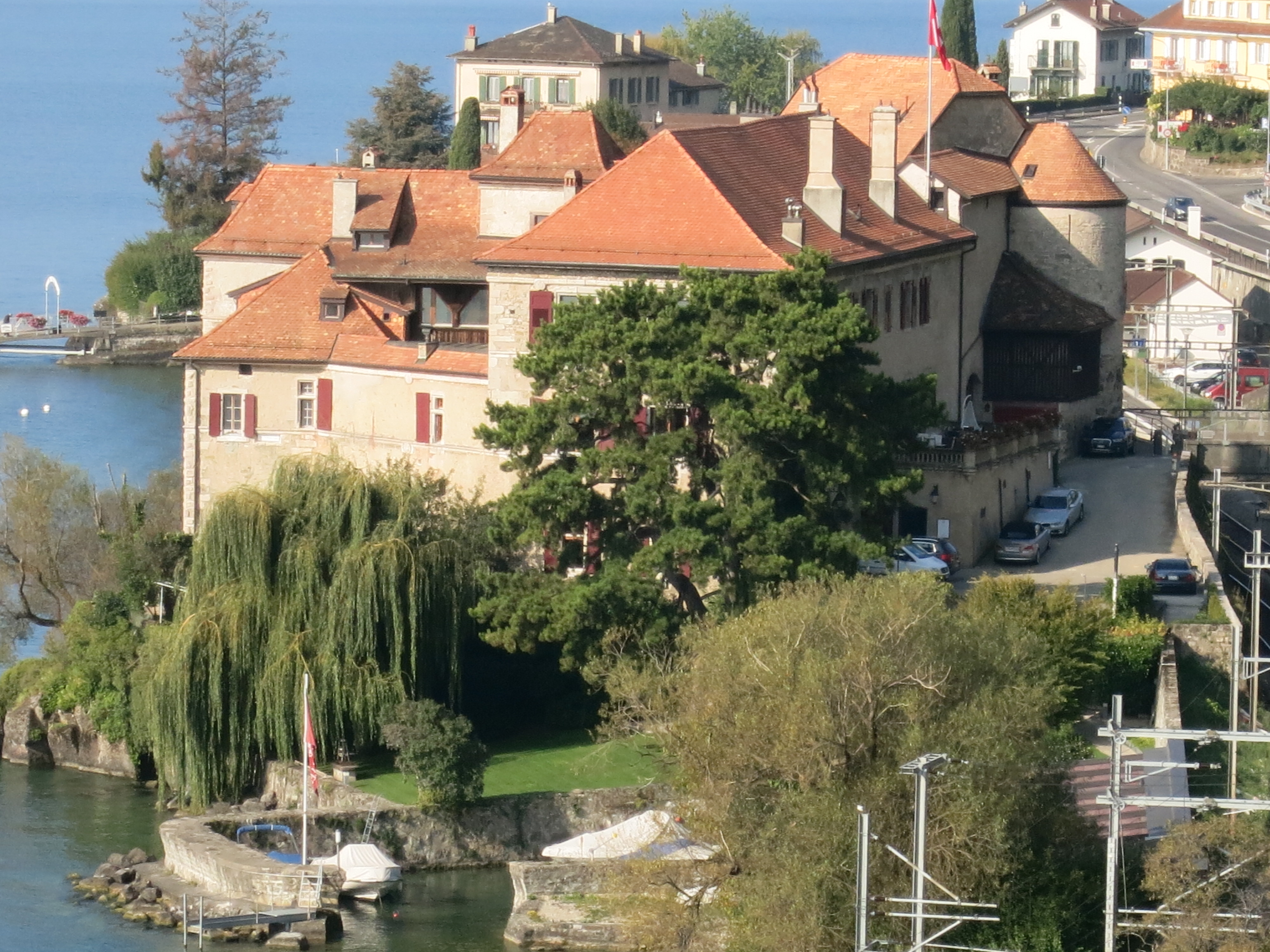
Château de Glérolles.

Une nouvelle église est alors bâtie plus en altitude, dédiée à saint Symphorien. L'église a plus tard donné son nom au village. Le village faisait partie des « terres de l'évêque » durant le Moyen Âge. L'évêque Sébastien de Montfalcon a fait construire l'église actuelle entre 1517 et 1521. Le grand vitrail est daté de 1530.
Sur l'emplacement de l'antique Glerula au bord du lac, un donjon est construit en 1150 par l'évêque de Lausanne puis transformé en château dès 1300, c'est aujourd'hui le château de Glérolles, reconstruit vers 1526.
Au XIXe siècle, les communes se divisent, Saint-Saphorin forme quatre nouvelles communes, Chexbres, Puidoux, Rivaz et Saint-Saphorin.

## Géographie

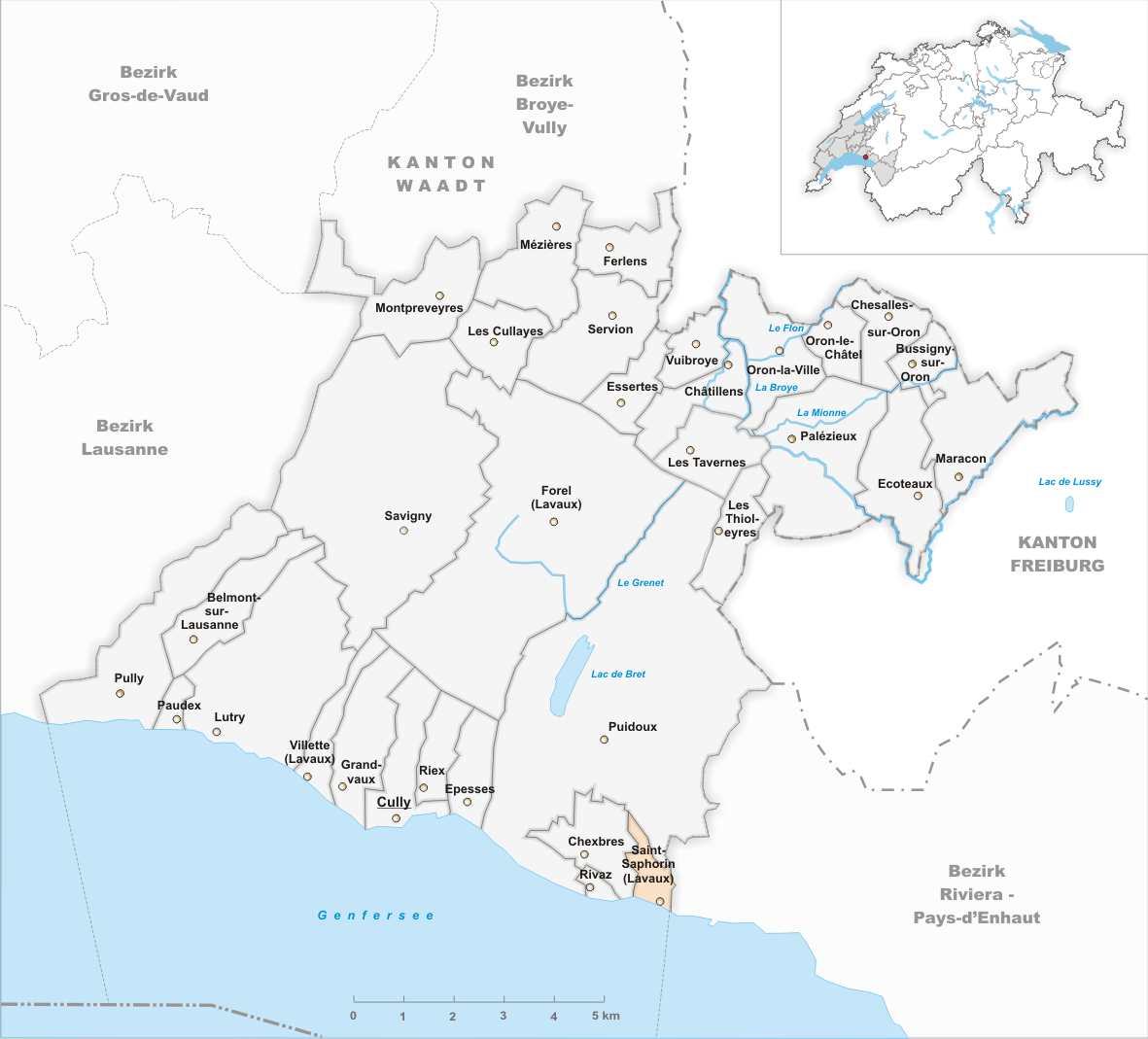
Saint-Saphorin dans le district de Lavaux-Oron.

Photo aérienne (1971).

Saint-Saphorin se situe au bord du Léman, au sein de la région viticole de Lavaux.
La commune comprend le village de Saint-Saphorin et les hameaux de Glérolles, Les Faverges, Ogoz et Lignières.

## Population

### Gentilé et surnoms
Les habitants de la commune se nomment les Saint-Saphoriens.
Ils sont surnommés les Goths (parce qu'ils s'y seraient arrêtés ou établis) et les Assassins.

## Monuments
L'église réformée Saint-Symphorien, de même que sa cure et les ruines de la villa gallo-romaine qui se trouve en son sous-sol, sont classées comme biens culturels suisses d'importance nationale.
Saint-Saphorin fait partie depuis 2017 de l'association Les plus beaux villages de Suisse.

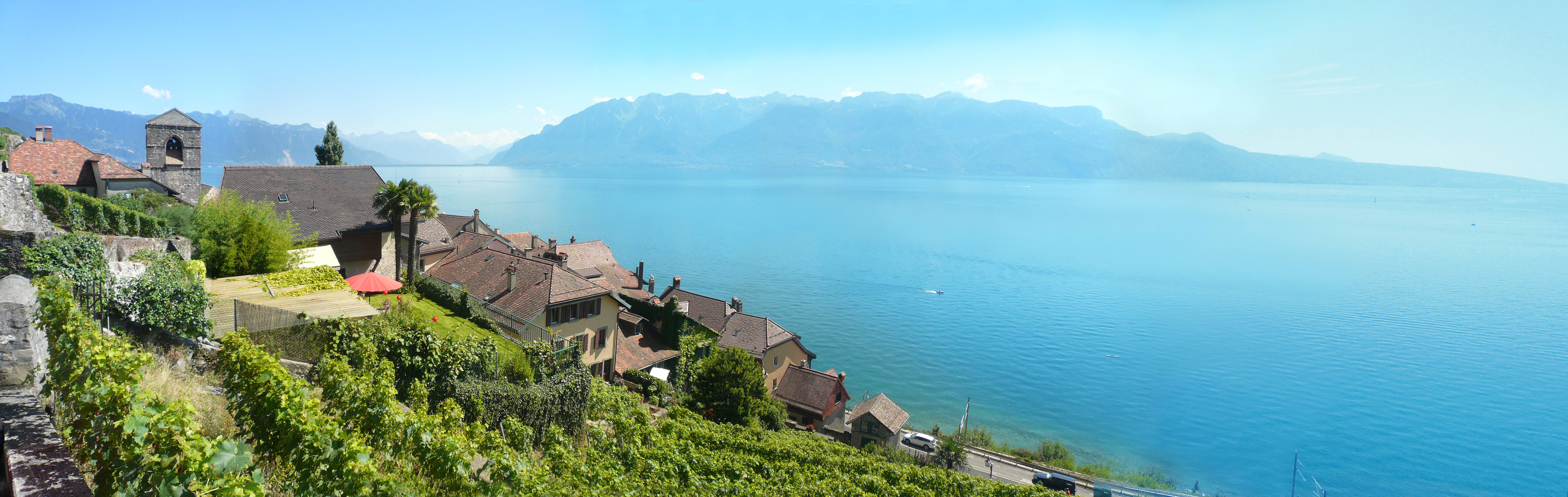
Saint-Saphorin et son temple protestant entourés des coteaux de Lavaux.

## Personnalités
Jean Villard (dit Gilles), chansonnier, Paul Budry, écrivain et critique d'art, ainsi que Lélo Fiaux, artiste peintre, y vécurent. L'acteur Roland Carey est mort à Saint-Saphorin.

### Articles annexes
- Villa romaine de Saint-Saphorin
- Église réformée Saint-Symphorien
- Château de Glérolles
- Lavaux